# Nekrolog 1940
Nekrolog
◄◄
| ◄
| 1936
| 1937
| 1938
| 1939
| 1940 | 1941 | 1942 | 1943 | 1944 | ► | ►►
1. Quartal |
2. Quartal |
3. Quartal |
4. Quartal 
Weitere Ereignisse | Allgemeiner Nekrolog 1940
Die Beschreibung der verstorbenen Person sollte so kurz wie möglich gehalten sein und nur deren signifikante Tätigkeit(en) enthalten.
Neue Namen ggf. auch unter dem Geburts- und Sterbedatum, also etwa unter 1. Januar und im Geburts- und Sterbejahr (2024) eintragen (nur bei entsprechender großer Wichtigkeit). Für Beispiele siehe die schon vorhandenen Artikel.
Außerdem über die fünf zuletzt Verstorbenen, zu denen es einen ausreichend guten Artikel für eine Präsentation auf der Hauptseite gibt, nach der todesbedingten Überarbeitung der Artikel ggf. auch unter Wikipedia Diskussion:Hauptseite informieren und sie am besten auch in den anderen Wikipedia-Sprachversionen eintragen. Tipp: Regelmäßig bei news.google.de nach „ist tot“, „gestorben“ oder „verstorben“ suchen.
Wenn eine Person gestorben ist, gibt es viele Seiten zu dieser Person in der Wikipedia, die davon auch betroffen sind und entsprechend aktualisiert werden müssen. Beispiele: Namenübersichtsseite, Geburtsjahr, Geburtsort-Seiten und viele mehr.
Wie finde ich die betroffenen Seiten?
Im Suchfeld auf der linken Seite gibt man den Suchbegriff so ein: „Vorname Nachname“. Dann klickt man auf Volltext und alle Seiten mit entsprechendem Suchtext werden aufgerufen. Hier sieht man dann schnell, wo auch das Todesjahr Sinn macht oder sogar ein Teil des Artikels angepasst werden muss. Auch hilft das „Werkzeug“ auf der linken Seite sehr gut, um solche Seiten aufzufinden: „Links auf diese Seite“. Somit ist die Wikipedia wieder aktuell in allen Bereichen! Hinweis: bei Eintragung der Kategorie „Gestorben JAHR“ wird der Missbrauchsfilter 49 ausgelöst, was jedoch nicht schlimm ist. Siehe: Spezial:Missbrauchsfilter/49
Dies ist eine Liste von im Jahr 1940 verstorbenen bekannten Persönlichkeiten. Die Einträge erfolgen innerhalb der einzelnen Daten alphabetisch sortiert. Tiere sind im Nekrolog für Tiere zu finden.
Die Liste ist nach Quartalen aufgeteilt:
- Nekrolog 1. Quartal 1940: Januar, Februar und März
- Nekrolog 2. Quartal 1940: April, Mai und Juni
- Nekrolog 3. Quartal 1940: Juli, August und September
- Nekrolog 4. Quartal 1940: Oktober, November und Dezember

## Datum unbekannt
| Tag    | Name                              | Beruf, bekannt als | Alter | Beleg |
| ------ | --------------------------------- | --- | ----- | ----- |
|        | Harry Clay Adler                  | US-amerikanischer Zeitungsmanager |       |       |
|        | Petur Alberg                      | Komponist der Nationalhymne der Färöer                                                                                                   |       |       |
|        | Petre Andrei                      | rumänischer Soziologe und Politiker |       |       |
|        | Pierro Arrigoni                   | italienischer Architekt |       |       |
|        | Selly Askanazy                    | deutscher Arzt |       |       |
|        | John Baltzell                     | US-amerikanischer Old-Time-Musiker |       |       |
|        | Stephen Balzer                    | US-amerikanischer Maschineningenieur und Erfinder                                                                                        |       |       |
|        | Karl Bapp                         | deutscher Gymnasiallehrer und Altphilologe                                                                                               |       |       |
|        | René Barbier                      | französischer Rosenzüchter |       |       |
|        | José Barbosa Gonçalves            | brasilianischer Politiker |       |       |
|        | Matthias Bechtold                 | österreichischer Bildhauer |       |       |
|        | Cesare Bernardo Bellini           | italienischer Komponist |       |       |
|        | Margarete Benda                   | deutsche Schriftstellerin und Schauspielerin                                                                                             |       |       |
|        | Sylvester Boettrich               | preußischer und türkischer Oberstleutnant, im Ersten Weltkrieg Direktor des Feldeisenbahnwesens in der Türkei                            |       |       |
|        | Karl Böhme                        | deutscher Politiker (DDP), MdR und Bauernfunktionär                                                                                      |       |       |
|        | Paul Bonte                        | deutscher Sanitätsoffizier der Kaiserlichen Marine                                                                                       |       |       |
|        | Therese Both                      | deutsche Theaterschauspielerin |       |       |
|        | Célestin Bouglé                   | französischer Soziologe |       |       |
|        | Louis Brandin                     | französischer Romanist und Mediävist |       |       |
|        | Fritz Brase                       | deutscher Musiker, Kapellmeister und Komponist                                                                                           |       |       |
|        | Paul Burger                       | belgischer Radrennfahrer |       |       |
|        | Wojciech Bursa                    | polnischer Sportschütze |       |       |
|        | Bartolomé Carbajal y Rosas        | mexikanischer Botschafter |       |       |
|        | Samuel Cohen                      | Komponist |       |       |
|        | Ismael Cortinas                   | uruguayischer Politiker, Journalist und Dramatiker                                                                                       |       |       |
|        | Charles Fillingham Coxwell        | Übersetzer und Folklorist |       |       |
|        | Edmund Czaplicki                  | polnischer Eishockeytorwart und Ruderer                                                                                                  |       |       |
|        | Giulio de Micheli                 | italienischer Komponist |       |       |
|        | Charles Louis des Graz            | britischer Botschafter |       |       |
|        | Emil Doerstling                   | deutscher Maler |       |       |
|        | Charles Drouhet                   | rumänischer Romanist, Französist, Rumänist und Komparatist                                                                               |       |       |
|        | Frankie Dusen                     | US-amerikanischer Posaunist und Bandleader des New Orleans Jazz                                                                          |       |       |
|        | Otto Fanta                        | Lehrer und Graphologe |       |       |
|        | Anton Fasig                       | deutscher Industrieller |       |       |
|        | Anna Feingold                     | einzige Frau, die im von deutschen Truppen während des Zweiten Weltkrieges besetzten Teils Polens jemals einem Judenrat vorgestanden hat |       |       |
|        | August Fischer                    | deutscher Apotheker und Erfinder |       |       |
|        | Hermann Fischer                   | deutscher Politiker (NSDAP) |       |       |
|        | Ernst Franke                      | deutscher Politiker (KPD) |       |       |
|        | Alfons Goldschmidt                | deutscher Journalist und Wirtschaftswissenschaftler                                                                                      |       |       |
|        | Jacques Goudstikker               | niederländischer Kunsthändler |       |       |
|        | Marcel Granet                     | französischer Sinologe und Soziologe |       |       |
|        | Bernhard Graubart                 | österreichischer Fußballspieler |       |       |
|        | Henry Gunderson                   | US-amerikanischer Politiker |       |       |
|        | Gustav Hartmann                   | deutscher Politiker der DDP |       |       |
|        | Friedrich August Herkendell       | deutscher Maler und Grafiker |       |       |
|        | Pablo Herrera de Huerta           | mexikanischer Botschafter |       |       |
|        | Hazel Hogarth                     | englische Badmintonspielerin |       |       |
|        | Alwin Höhne                       | deutscher Architekt und Baumeister |       |       |
|        | Friedrich Holbein                 | deutscher Maler und Grafiker |       |       |
|        | Émile Auguste Léon Hourst         | französischer Marineoffizier und Forschungsreisender                                                                                     |       |       |
|        | Paul Jatzow                       | deutscher Architekt |       |       |
|        | Kamal-ol-Molk                     | iranischer Maler |       |       |
|        | Zdzisław Kawecki                  | polnischer Offizier und Vielseitigkeitsreiter                                                                                            |       |       |
|        | Zdzisław Kawecki                  | polnischer Offizier und Vielseitigkeitsreiter                                                                                            |       |       |
|        | Meta Kraus-Fessel                 | deutsche Anarchistin |       |       |
|        | Kishen Pershad                    | Diwan des indischen Fürstenstaats Hyderabad                                                                                              |       |       |
|        | German Killinger                  | deutscher Verwaltungsbeamter |       |       |
|        | Charles Yale Knight               | US-amerikanischer Konstrukteur, Erfinder des Schiebermotors                                                                              |       |       |
|        | Franz Krawutschke                 | deutscher Funktionär des Eifelvereins, erschloss das Wanderwegenetz der Eifel                                                            |       |       |
|        | Kazimierz Krzemiński              | polnischer Radrennfahrer |       |       |
|        | Paulin Ladeuze                    | belgischer katholischer Bischof, Theologe, Orientalist und Professor                                                                     |       |       |
|        | Johann Gottlieb von Langen        | deutscher Industrieller |       |       |
|        | Heinrich von Leipzig              | sächsischer Verwaltungs- und Hofbeamter und Diplomat                                                                                     |       |       |
|        | Richard Lengyel                   | ungarischer Kommunist, Journalist und Schriftsteller                                                                                     |       |       |
|        | Albin Lermusiaux                  | französischer Mittelstreckenläufer und Sportschütze                                                                                      |       |       |
|        | John William Lloyd                | US-amerikanischer Anarchist und Vertreter des individualistischen Anarchismus                                                            |       |       |
|        | Jacques Mairesse                  | französischer Fußballspieler |       |       |
|        | Józef Marcinkiewicz               | polnischer Mathematiker |       |       |
|        | Heinz Marr                        | deutscher Soziologe |       |       |
|        | Thierry de Martel                 | französischer Chirurg |       |       |
|        | Harry Bell Measures               | britischer Architekt |       |       |
|        | Hermine Medelsky                  | österreichische Schauspielerin |       |       |
|        | Emmy Meyer                        | deutsche Malerin |       |       |
|        | Raoul Mosseray                    | belgischer Botaniker |       |       |
|        | Clemens Neisser                   | deutscher Psychiater |       |       |
|        | Artur Nikodem                     | österreichischer Maler und Fotograf |       |       |
|        | Mileta Novaković                  | jugoslawischer Jurist und Hilfsrichter am Ständigen Internationalen Gerichtshof (1931–1936)                                              |       |       |
|        | Carl Waldemar Olson               | schwedischer Maler |       |       |
|        | Octaviano Olympio                 | togoischer Geschäftsmann und Politiker                                                                                                   |       |       |
|        | Otto Osmarr                       | deutscher Theaterschauspieler, -regisseur und -intendant                                                                                 |       |       |
|        | Theodor Paeth                     | deutscher Fabrikant und Politiker (DNVP), MdR                                                                                            |       |       |
|        | Hermann Passavant                 | deutscher Elektroingenieur |       |       |
|        | Adolf Piltz                       | deutscher Mathematiker |       |       |
|        | Stefan Pospichal                  | österreichischer und tschechoslowakischer Fußballspieler                                                                                 |       |       |
|        | Bruno Oskar Pribram               | österreichischer Chirurg |       |       |
|        | Dawid Przepiórka                  | polnischer Schachspieler |       |       |
|        | Aleksander Rajchman               | polnischer Mathematiker |       |       |
|        | Herbert Rasch                     | deutscher Fußballspieler |       |       |
|        | Hugo Rau                          | württembergischer Oberamtmann |       |       |
|        | Franz von Reichenau               | deutscher Diplomat |       |       |
|        | Anton Reißner                     | deutscher Politiker (SPD), MdR |       |       |
|        | Carl Ritscher                     | deutscher Politiker (DDP), MdHB |       |       |
|        | August Runggaldier                | Bildhauer |       |       |
| Januar | Anton Salg                        | deutscher Fußballspieler und -funktionär                                                                                                 |       |       |
|        | Traugott von Saltzwedel           | deutscher Architekt, preußischer Baubeamter                                                                                              |       |       |
|        | Bertha Schmieth                   | deutsche Porträt- und Landschaftsmalerin                                                                                                 |       |       |
|        | Hugo Schrader                     | Pionier der Fotokameraherstellung |       |       |
|        | George von Schröder               | deutscher Verwaltungsbeamter |       |       |
|        | Friedrich Schumann                | deutscher Psychologe |       |       |
|        | Marie-Louise Sjoestedt            | französische Keltologin und Linguistin                                                                                                   |       |       |
|        | Leopold Skulski                   | polnischer Chemiker, Politiker und Ministerpräsident                                                                                     |       |       |
|        | Nuri Sojliu                       | Mitunterzeichner der albanischen Unabhängigkeitserklärung                                                                                |       |       |
|        | Edward Gleason Spaulding          | US-amerikanischer Philosoph |       |       |
|        | Jonas Statkus                     | litauischer Sicherheitsbehörenleiter |       |       |
|        | Otto Steneberg                    | deutscher Verwaltungsbeamter |       |       |
|        | Franz Stiasny                     | österreichischer Medailleur |       |       |
|        | Tawfiq Tarek                      | syrischer Künstler und Architekt |       |       |
|        | Edward Teschemacher               | US-amerikanischer Songtexter und Übersetzer                                                                                              |       |       |
|        | Gerzayn Ugarte                    | mexikanischer Botschafter |       |       |
|        | Iso Velikanović                   | kroatischer Schriftsteller |       |       |
|        | Franz Weißermel                   | deutscher Verwaltungsjurist in Preußen                                                                                                   |       |       |
|        | Hermann Wendt                     | deutscher Kriegshistoriker |       |       |
|        | Leopold Widlizka                  | österreichischer Landschafts- und Kriegsmaler                                                                                            |       |       |
|        | Lionel Wiener                     | belgischer Eisenbahningenieur |       |       |
|        | Erich Wiems                       | deutscher Journalist |       |       |
|        | Dodo Wildvang                     | deutscher Geologe |       |       |
|        | Wincenty Wodzinowski              | polnischer Maler und Pädagoge |       |       |
|        | Frederick James Eugene Woodbridge | US-amerikanischer Philosoph |       |       |
|        | Farnsworth Wright                 | US-amerikanischer Herausgeber |       |       |
|        | Franz Wulf                        | deutscher Verleger |       |       |
|        | Alfred Zamara                     | österreichischer Komponist und Harfenspieler                                                                                             |       |       |